# 221 TCN
Năm 221 TCN là một năm trong lịch Julius. 

## Sự kiện
Tần Thủy Hoàng thống nhất Trung Quốc, lên ngôi hoàng đế.